# Телия

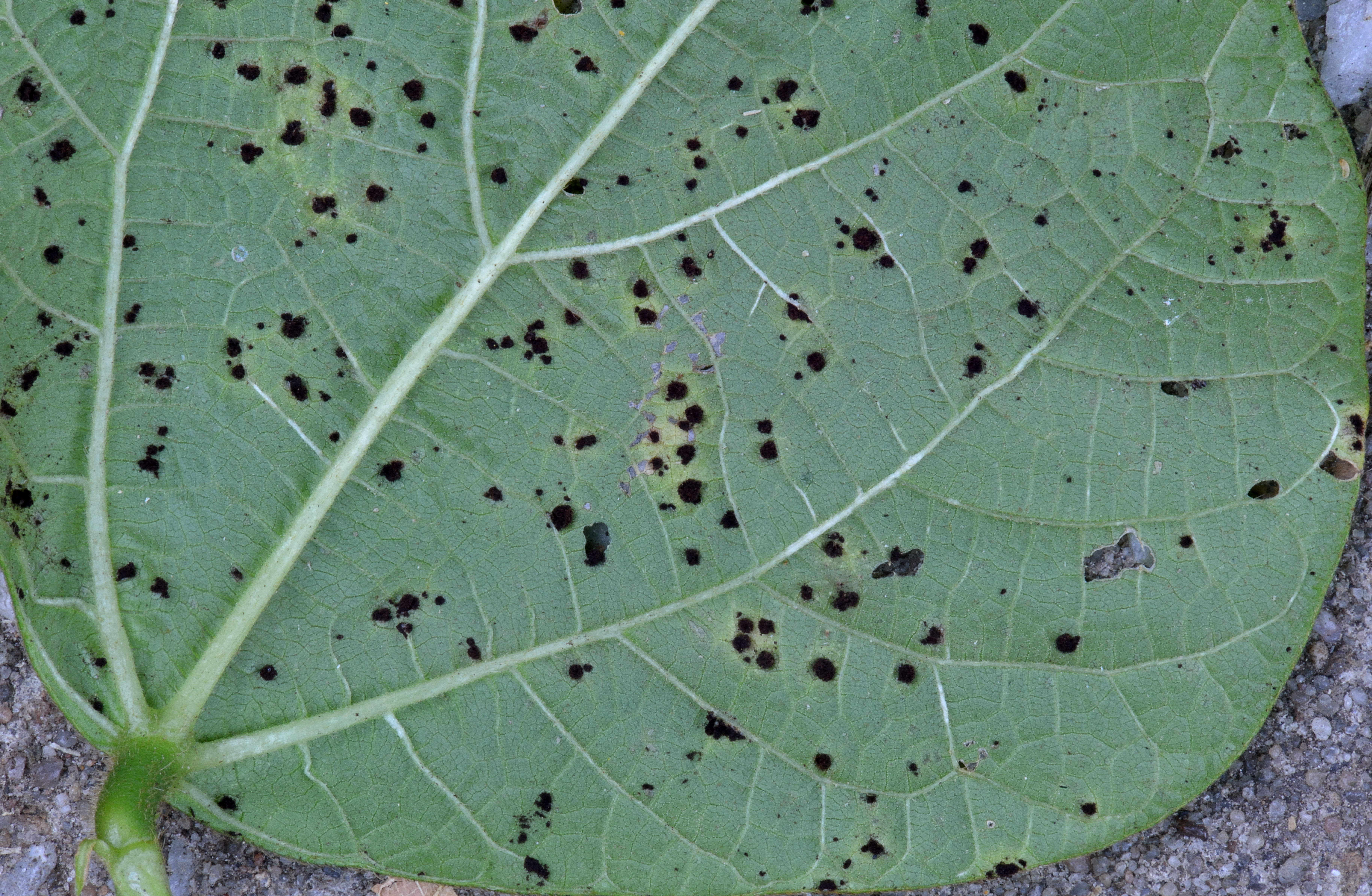
Телии, возбудителя ржавчины фасоли, на абаксиальной стороне листа Фасоль огненно-красная|фасоли огненно-красной (Phaseolus coccineus)

Те́лия (устар. телиопу́стула, от др.-греч. τέλειος «зрелый», лат. telium) — специализированная структура у ржавчинных грибов (порядок Pucciniales), в которой в рамках жизненного цикла формируются телиоспоры — покоящиеся споры, служащие для переживания неблагоприятных условий и заражения нового хозяина. Телия формируется на третьей стадии развития (зимней или телеостадии). Характерна для макроциклических и гетероэциозных ржавчинных грибов. Форма телий и телиоспор используется в таксономии для классификации основных форм плодов ржавчинных грибов по различным родам, например, Uromyces (Уромицес) для преимущественно одноклеточных видов или Puccinia (пуккциния) для преимущественно двуклеточных видов.

## Морфология

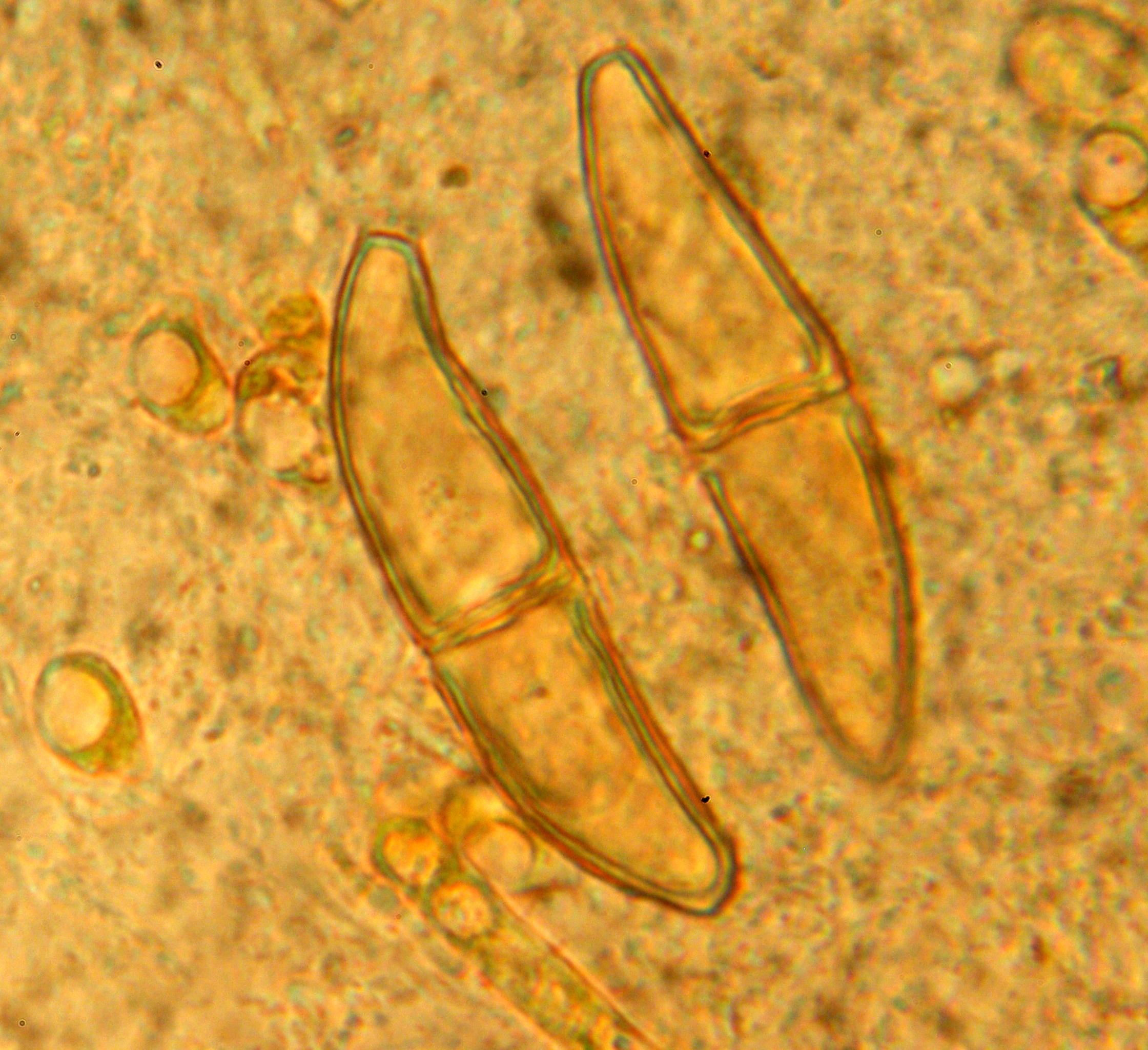
Микрофотография двух телиоспор из телий Gymnosporangium clavariiforme

Телии образуются на поздних стадиях заражения, обычно на нижней стороне листьев, стеблях или других частях растения-хозяина. До созревания телеоспор на растении появляются пустулы — подушечки, полоски или бугорки — цвет которых варьируется от жёлто-оранжевого. Ко времени образования телеоспор, а происходит это в конце вегетации растения-хозяина, пустулы принимают тёмный, почти чёрный цвет. Телии являются исключительно механизмом для высвобождения телиоспор, которые высвобождаются ветром или водой для заражения альтернативного хозяина в жизненном цикле ржавчины. У многих ржавчинных грибов телейтоспоры прорастают только после зимовки. Споры могут распространяться на многие километры по воздуху, однако большинство из них распространяется вблизи растения-хозяина.
Телиоспоры, содержащиеся в телиях, имеют толстую оболочку и чаще всего двуклеточные (например, у рода Puccinia). Эти споры зимуют и прорастают весной, образуя базидии и базидиоспоры, заражающие первого промежуточного хозяина.

## Биологическая роль

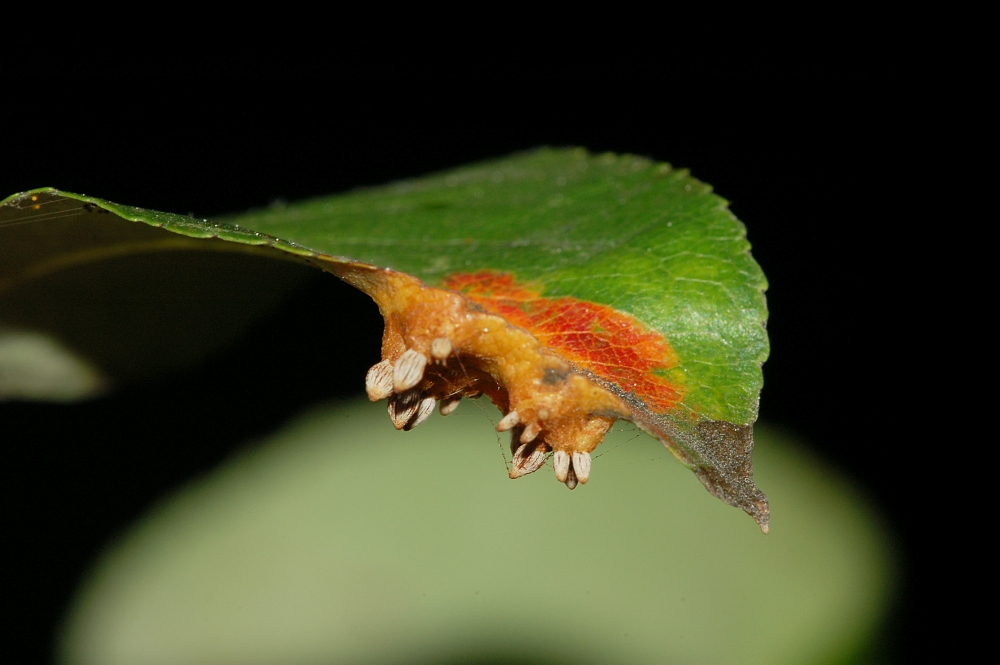
Телии Gymnosporangium sabinae на листе груши

Телия — заключительная стадия жизненного цикла ржавчинных грибов перед переходом к базидиальной стадии. Телиоспоры, как споры покоя, обеспечивают выживание гриба в межсезонье и распространение инфекции.
| Индекс стадии | Название стадии                      | Название пустулы        | Условный период | Споры                  |
| ------------- | ------------------------------------ | ----------------------- | --------------- | ---------------------- |
| 0             | спермогоний                          | спермагонии или пикниды |                 | пикнии или пикниоспоры |
| I             | эциальная стадия                     | эции                    | весенняя        | эцидии или эциоспоры   |
| II            | урединиостадия или уредоспороношение | урединии                | летняя          | урединиоспоры          |
| III           | телиостадия или телейтоспороношение  | телии                   | зимняя          | телиоспоры             |
| IV            | базидиальная стадия                  | базидии                 |                 | базидиоспоры           |

Виды, у которых гаплоидный мицелий с эциями и пикниями развивается на одном питающем растении (стадии 0–I), а дикариотичный мицелий с урединиями и телиями на другом (стадии II–III), называются разнохозяинными. Первые питающие растения называют промежуточными хозяевами, а вторые основными хозяевами.

## Значение

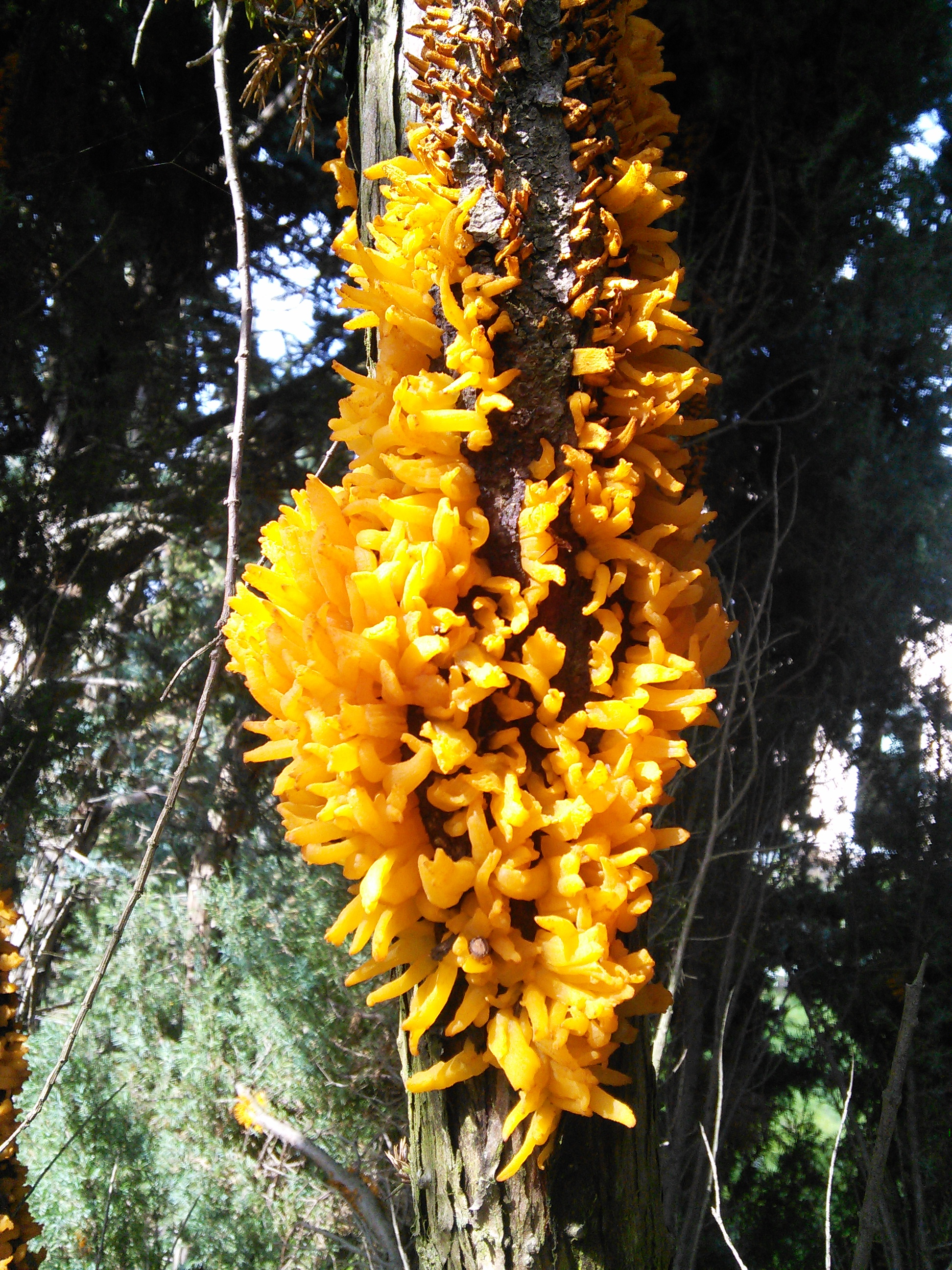
Споровые отложения Gymnosporangium fuscum на можжевельнике.

Телии — признак сильного заражения растения ржавчинным грибом. Используются для диагностики болезни и для определения патогена — вида гриба по морфологии телиоспор в микологических исследованиях.

### Примеры
- У Puccinia graminis (пукцинии злаковой)[10], возбудителя стеблевой ржавчины зерновых, телии формируются в виде продолговатых чёрных полос на стеблях злаков. Гриб имеет полный, двудомный цикл развития, промежуточный хозяин – виды родов барбарис (Bérberis) и магония (Mahonie), семейства Барбарисовые (Berberidaceae)[11].
- У Gymnosporangium sabinae (Ржавчина груши) основной хозяин — можжевельник (казацкий, виргинский, колючий, высокий, китайский), промежуточный — груша.
- У Cronartium conigenum телии прорастают на шишках сосны, при этом гриб употребляется в пищу человеком.
- У Cronartium ribicola (возбудителя пузырчатая ржавчина сосны) телии появляются на листьях промежуточных хозяев — например, смородины.
- Gymnosporangium juniperi-virginianae поражает тую складчатую (Thuja plicata) и можжевельники, а промежуточные хозяева — яблони, айва, и боярышник[12].

## Этимология
Термин «телиопустула» ранее применялся в русскоязычной литературе как калька с лат. teleutospora pustula — «пустула с телиоспорами». В современной литературе чаще используется краткое название «телия».